# Філ Невілл
Філ Невілл (англ. Phil Neville, нар. 21 січня 1977, Бері) — колишній англійський футболіст, захисник. Має старшого брата Ґарі, з яким довгий час грали разом в «Манчестер Юнайтед» та національній збірній Англії, а також сестру-близнючку Трейсі, яка грала у збірній Англії з нетболу. З 2023 є тренером клубу «Портленд Тімберз».

## Клубна кар'єра
У дорослому футболі дебютував 1994 року виступами за «Манчестер Юнайтед», в якому провів одинадцять сезонів, взявши участь у 263 матчах чемпіонату. Більшість часу, проведеного у складі «Манчестер Юнайтед», був основним гравцем захисту команди. За цей час шість разів виборював титул чемпіона Англії, ставав триразовим володарем Кубка Англії, триразовим володарем Суперкубка Англії з футболу, переможцем Ліги чемпіонів УЄФА та володарем Міжконтинентального кубка.
До складу клубу «Евертон» приєднався 4 серпня 2005 року. Відіграв за клуб з Ліверпуля 242 матчі в національному чемпіонаті, після чого, у 2013 році, вирішив завершити кар'єру гравця.

## Виступи за збірну
1996 року дебютував в офіційних матчах у складі національної збірної Англії. За 12 років у збірній провів у її формі 59 матчів.
У складі збірної був учасником чемпіонату Європи 1996 року в Англії, на якому команда здобула бронзові нагороди, чемпіонату Європи 2000 року у Бельгії та Нідерландах, чемпіонату Європи 2004 року у Португалії.

## Досягнення
- Чемпіон Англії:

«Манчестер Юнайтед»: 1995-96, 1996-97, 1998-99, 1999-00, 2000-01, 2002-03
- Володар Кубка Англії:

«Манчестер Юнайтед»: 1995-96, 1998-99, 2003-04
- Володар Суперкубка Англії:

«Манчестер Юнайтед»: 1996, 1997, 2003
- Переможець Ліги чемпіонів УЄФА:

«Манчестер Юнайтед»: 1998-99
- Володар Міжконтинентального кубка:

«Манчестер Юнайтед»: 1999

## Тренерська кар'єра
18 січня 2021 став новим тренером Інтер Маямі